# 기비 카르토지아
기비 알레크산드레스 제 카르토지아(조지아어: გივი ალექსანდრეს ძე კარტოზია, 러시아어: Ги́ви Алекса́ндрович Карто́зия 기비 알렉산드로비치 카르토지야[*], 1929년 3월 29일~1998년 4월 3일)는 소련과 조지아의 레슬링 선수로 1956년 하계 올림픽 그레코로만형 미들급에서 금메달, 1960년 하계 올림픽 그레코로만형 라이트헤비급에서 동메달을 획득했다. 또한 세계 레슬링 선수권 대회에서 3회, 레슬링 월드컵에서 1회 우승을 차지했다.